# Magsat
Magsat (Magnetic field satellite), également désigné sous l'appellation AEM 3 (Applications Explorer Mission 3) ou Explorer 61, est un petit satellite scientifique lancé en 1979 qui a effectué la première mesure globale et détaillée du champ magnétique terrestre. Le satellite développé par la NASA et l'Institut d'études géologiques des États-Unis (USGS) est la première d'une série de trois missions du programme  Explorer. La charge utile est constituée d'un magnétomètre vectoriel, qui mesure les trois composantes du champ, et d'un magnétomètre scalaire absolu.

## Contexte
Avant l'ère spatiale, les relevés sur les caractéristiques régionales du champ magnétique terrestre sont rares ou absents. Les satellites (OGO 2, 4 et 6) POGO (Polar Orbiting Geophysical Observatory) et OGO 1, 3 et 5 (Orbiting Geophysical Observatory) de la NASA effectuent entre octobre 1965 et juin 1971 des mesures globales de l'intensité du champ magnétique terrestre et des modèles sont construits à partir des données de POGO. Avant le lancement de POGO, on considère qu'il est impossible de détecter les anomalies magnétiques depuis l'espace. En analysant les données de ce satellite, les scientifiques se rendent compte que les instruments du satellite peuvent détecter des variations du champ magnétique local lorsqu'il survole la Terre à basse altitude. Magsat apporte deux contributions supplémentaires : d'une part, il effectue des mesures vectorielles qui permettent de déterminer la direction du champ magnétique au-dessus des anomalies magnétiques et éliminent les ambiguïtés des mesures précédentes, et d'autre part, son altitude plus basse lui permet de fournir des données avec une meilleure résolution permettant des études détaillées des anomalies de la croûte terrestre. Magsat est la 61e mission du programme Explorer de la NASA destiné aux investigations scientifiques de l'environnement spatial de la Terre. SAMPEX (Explorer 68) est la troisième et dernière mission de la sous-série Applications Explorer Mission.

## Objectifs
L'objectif de Magsat est d'obtenir la première étude quantitative du champ magnétique terrestre c'est-à-dire de mesurer celui-ci afin d'améliorer la modélisation des variations dans le temps du champ magnétique généré par le noyau terrestre et de cartographier les variations en direction et en intensité du champ magnétique de la croûte terrestre.

## Caractéristiques techniques

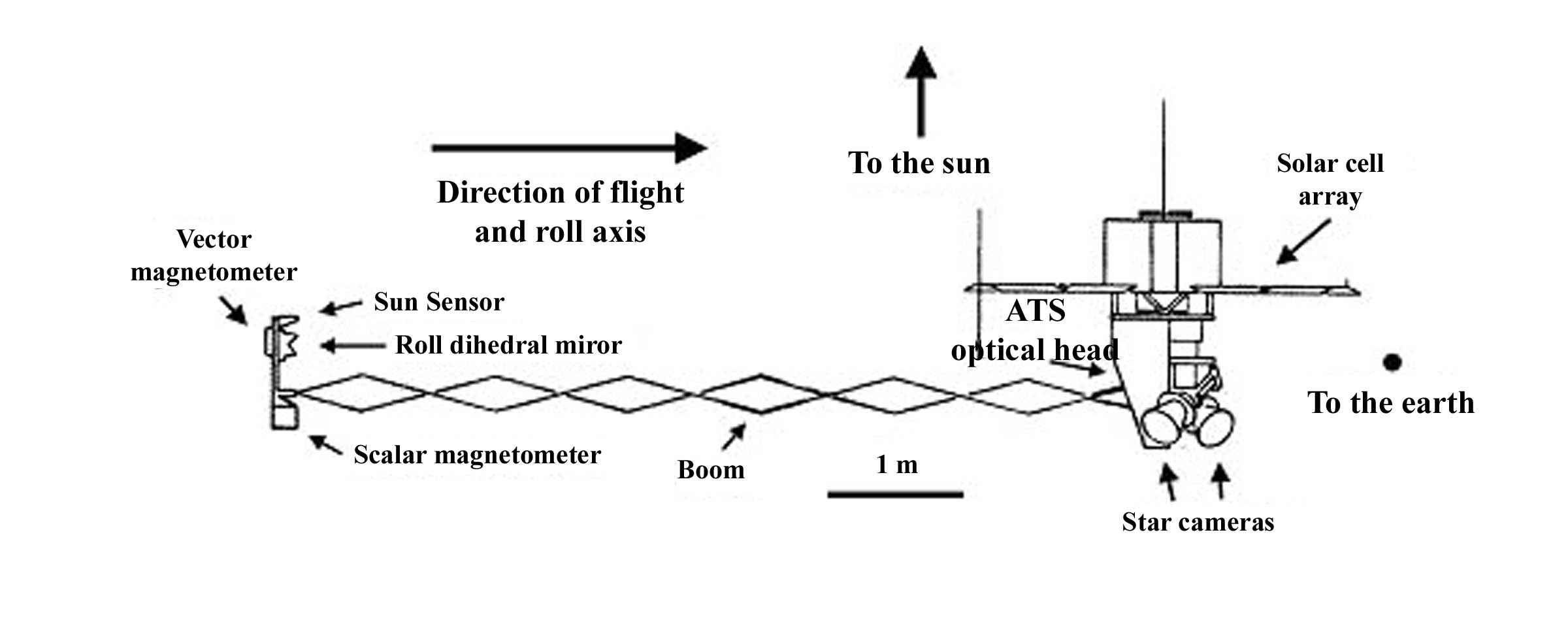
Schéma du satellite Explorer 61 (Magsat).

Le satellite Magsat d'une masse de 158 kg est construit par le laboratoire Applied Physics Laboratory de l'université Johns-Hopkins. Il comprend deux parties bien distinctes : la plate-forme et le module destiné à l'instrumentation. Ce dernier comprend les magnétomètres vectoriel et scalaire, deux viseurs d'étoiles et le système ATS qui détermine l'orientation relative des magnétomètres par rapport aux viseurs d'étoiles. Pour pouvoir mesurer les vecteurs du champ magnétique avec la précision de 0,01 % attendue, la position des capteurs du magnétomètre doit être connue avec une précision de 15 secondes d'arc. Les viseurs d'étoiles ont une précision de 10 secondes d'arc mais génèrent des perturbations du champ magnétique. Il est donc nécessaire de placer le magnétomètre au bout d'une bôme de 6 mètres de long. La plate-forme utilisée est une plate-forme de rechange du satellite Small Astronomy Satellite C (SAS-C). Le satellite est stabilisé sur 3 axes. Quatre panneaux solaires fournissent en moyenne de 120 à 163 watts qui sont stockés dans un accumulateur nickel-cadmium de 8 Ah. Les données sont enregistrées sur deux bandes magnétiques d'une capacité de 90 mégabits chacune. Les données sont transmises avec un débit de 312 kilobits par seconde.

## Instrumentation scientifique
Le satellite emporte un magnétomètre vectoriel qui mesure les trois composantes du champ et un magnétomètre scalaire absolu.

## Déroulement de la mission
Magsat est lancé le 30 octobre 1979 depuis la base de lancement de Vandenberg par un lanceur Scout G1. Il est placé sur une orbite héliosynchrone de 578,40 × 351,90 km avec une inclinaison de 96,80° et une période de 93,90 minutes. Compte tenu de l'altitude basse retenue pour disposer des mesures du champ magnétique les plus précises, la durée de la mission doit être brève et la rentrée atmosphérique est planifiée pour le printemps 1980. Le choix de l'orbite héliosynchrone permet de réduire au minimum la masse du satellite de manière que celui-ci puisse être lancé par un lanceur Scout. En effet, sur cette orbite, les panneaux solaires sont éclairés en permanence durant toute la durée de la mission, l'environnement thermique est constant et l'orientation fixe permet de pointer les viseurs d'étoiles toujours vers le zénith. Le satellite est resté en orbite durant 7 mois et demi jusqu'à sa rentrée dans l'atmosphère le 11 juin 1980.

## Résultats scientifiques

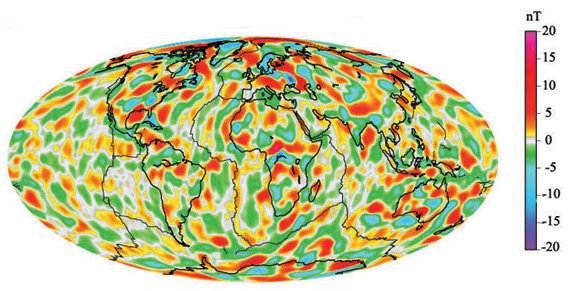
Carte du champ magnétique terrestre réalisée notamment grâce aux données recueillies par Magsat, échelle en nanoteslas.

Magsat est le premier satellite terrestre circulant en orbite terrestre basse qui emporte un magnétomètre vectoriel. Celui-ci mesure les trois composantes du champ magnétique, capable de dresser une carte, de lever les ambiguïtés dans la représentation du champ magnétique terrestre et de ses anomalies. Les anomalies magnétiques détectées sont le reflet de caractéristiques géologiques majeures telles que la composition et la température de la formation des roches, le magnétisme rémanent et la structure géologique à une échelle régionale. Magsat fournit des informations sur la structure de l'ensemble de la croûte terrestre.